# Leucușești, Timiș
Leucușești este un sat în comuna Bethausen din județul Timiș, Banat, România.

## Legături externe

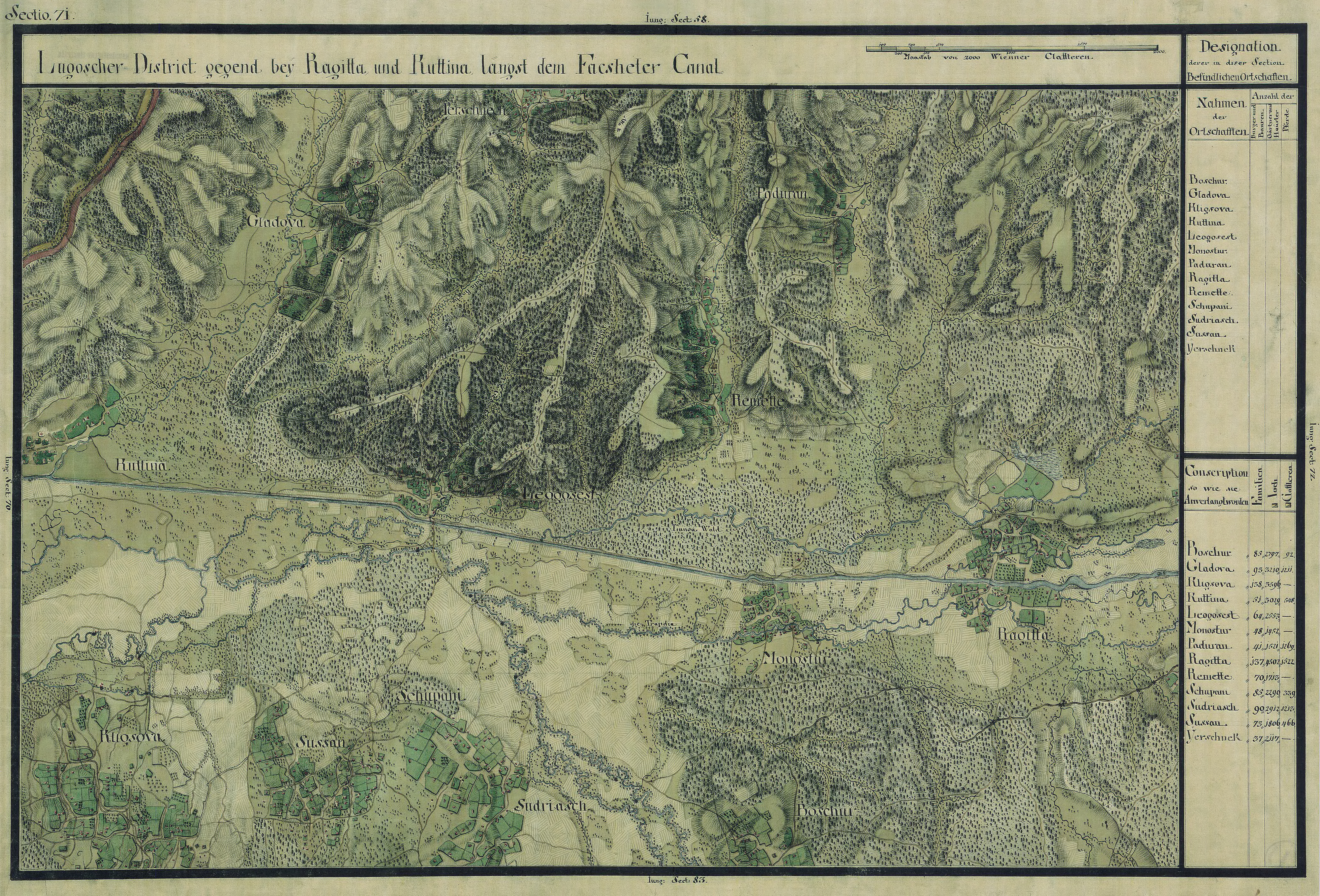
Leucuşeşti în Harta Iosefină a Banatului, 1769-72

## Galerie de imagini

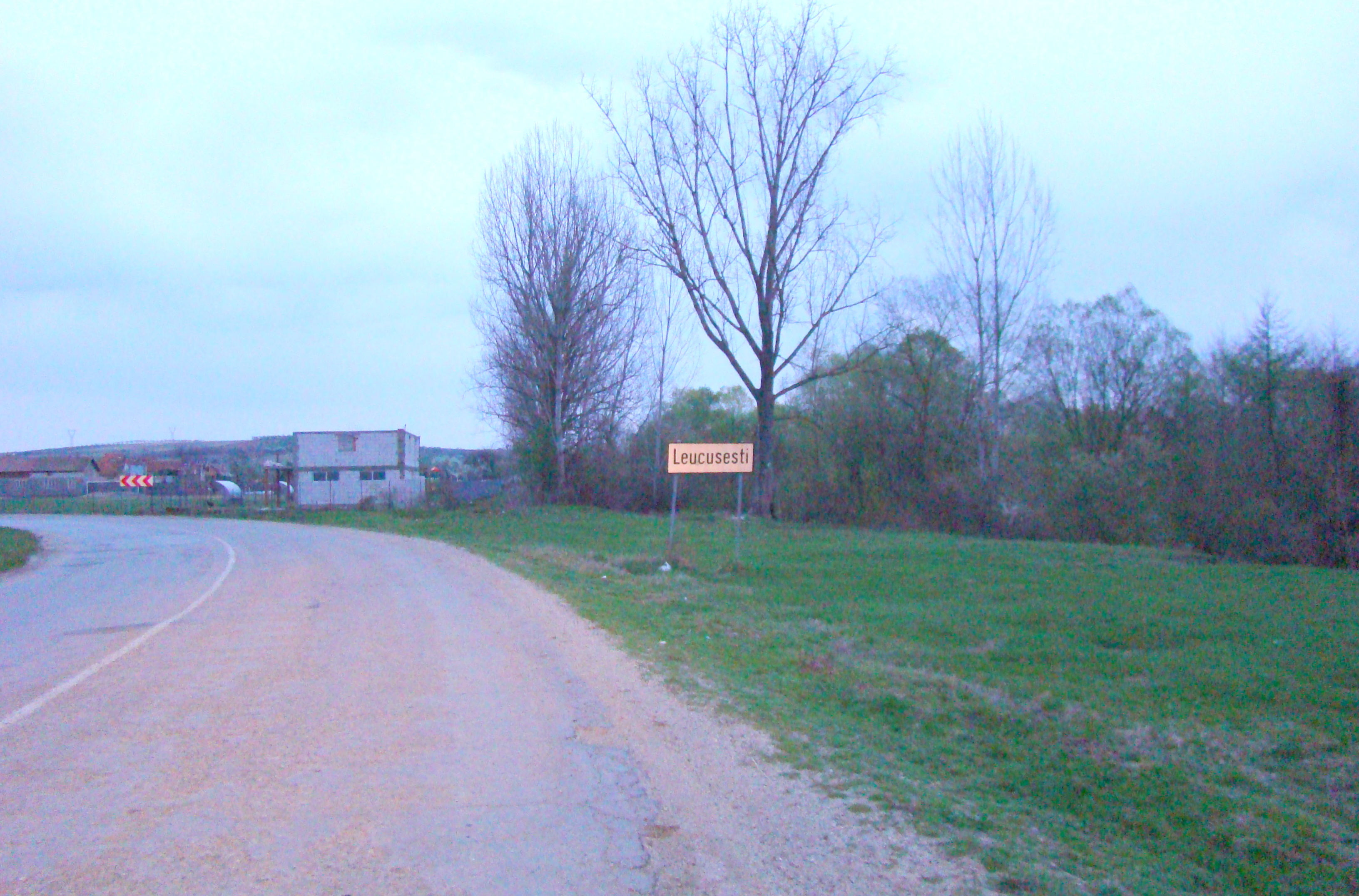
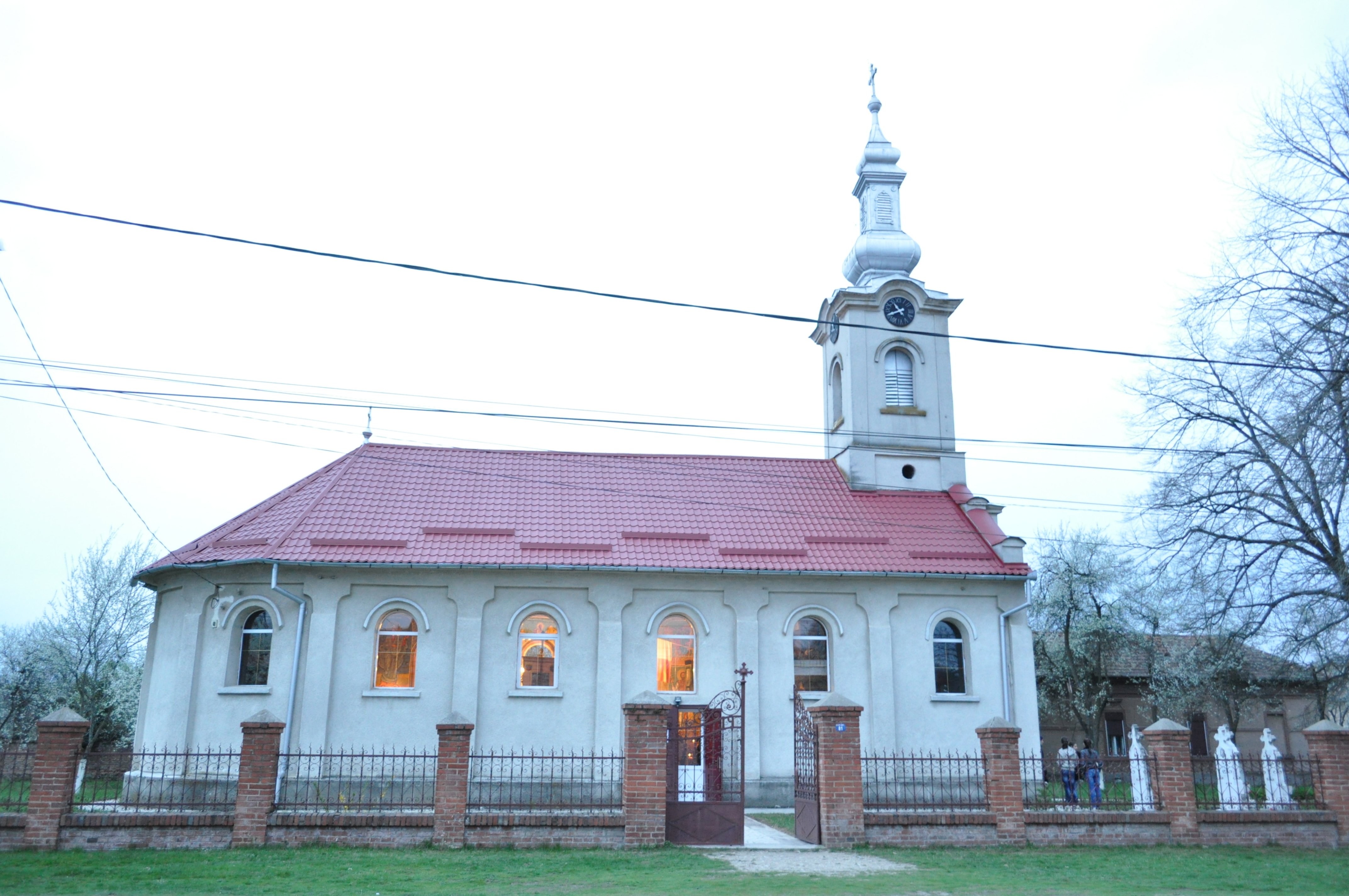
Biserica „Adormirea Maicii Domnului“ (1881)